# 丹尼森

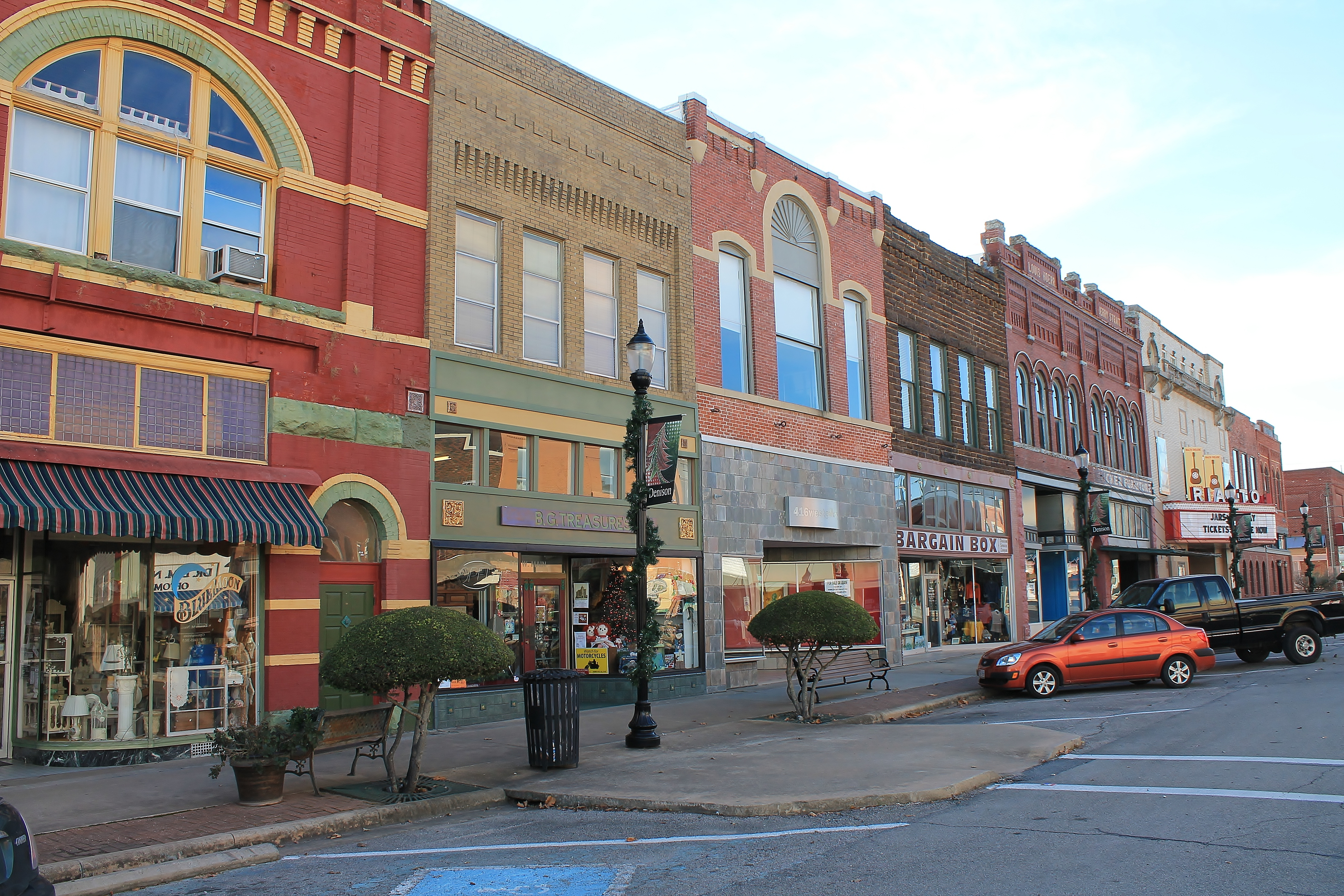
丹尼森

丹尼森（Denison）是美國的一個城市。位於德克薩斯州的格雷森縣。在2000年人口普查時，丹尼森有人口22,773。這一數字在2009年估計已增加到24,127人。丹尼森是謝爾曼-丹尼森大都市統計區中的一部份。
第34任美国总统德怀特·艾森豪威尔出生于此。

## 友好城市
- 法國 干邑[1]

## 外部連結
- Official website（页面存档备份，存于）
- Denison Chamber of Commerce（页面存档备份，存于）
- Denison Arts Council（页面存档备份，存于）
- Denison Development Alliance
- Grayson County College（页面存档备份，存于）
- Denison Independent School District（页面存档备份，存于）

1. ↑  ville-cognac.fr (编). . ville-cognac.fr.   [2020-10-20]. （原始内容存档于2020-12-14） （法语）.